# ご冗談でしょう、ファインマンさん
『ご冗談でしょう、ファインマンさん』（ごじょうだんでしょう ファインマンさん、原題："Surely You're Joking, Mr. Feynman!": Adventures of a Curious Character）は、ノーベル物理学賞受賞者の物理学者リチャード・P・ファインマンの回顧録である。アメリカで1985年に出版されたこの本では、ファインマンの人生に起きた様々な出来事について言及している。この本は、ファインマンが友人のラルフ・レイトンに語った内容を録音したものに基づいてレイトンが編集したものである。

## 内容
出てくる話の中には、金庫破りに熱中したこと、様々な言語を学んだこと、生物学や哲学などの他分野の人々と交流したこと、芸術やサンバ音楽に傾倒したことなど、気楽な調子のものもある。一方で、マンハッタン計画への自身の関与（この期間中に最初の妻アーリーン・グリーンバウム(Arline Greenbaum)を結核で亡くしている）や、ブラジルにおける理科教育への批評など、より深刻な話題も取り上げられている。「モンスター・マインド」の節には、アルベルト・アインシュタイン、ヴォルフガング・パウリ、ヘンリー・ノリス・ラッセル、ジョン・フォン・ノイマンなどの当時の主要な科学者を前にして、ウィーラー＝ファインマン吸収体理論に関する卒業論文の発表を緊張気味に行う様子が描かれている。最終章の「カーゴ・カルト・サイエンス」は、カリフォルニア工科大学の1974年の卒業式でファインマンが行った演説をまとめたものである。
この逸話集は、ファインマンの親友の学者ロバート・B・レイトンの息子で、ファインマンのドラム仲間でもあったラルフ・レイトンが、ファインマンとの会話を7年間にわたって録音した中から題材を選び、編集したものである。この本は驚くほどの売れ行きとなり、これに続いて、同じくレイトンの録音テープから編集して出版された『困ります、ファインマンさん』（原題："What Do You Care What Other People Think?": Further Adventures of a Curious Character）はベストセラーとなった。その後も、ファインマンの談話やエッセイをまとめた書籍が出版された。
この本のタイトルは、プリンストン大学の大学院長夫人であったアイゼンハート夫人（Mrs. Eisenhart）の発言に由来している。ファインマンが大学院生としてプリンストンの学寮へ到着したとき、アイゼンハート夫人は「紅茶にはレモンとクリームのどちらを入れますか」と訊ねたが、エチケットに慣れていなかったファインマンは「両方いただきます」と答えてしまったのだった。

## 批判
弱い相互作用の研究でファインマンと共同作業を行い、その後反目し合うことになったマレー・ゲルマンは、本書においてファインマン一人で弱い相互作用を思いついたような書き方になっていることに腹を立て、提訴するとファインマンを脅した。そのため、その後の重版では、ゲルマンや他の物理学者も同様のことを思いついていたと訂正された。
「ただ聞くだけ？」(You Just Ask Them?)節の中で触れられている、女性差別的な言葉をわざと使って女性をナンパしようとしたことが批判された。その節の最後に、ファインマンは、いつもそうやっていたわけではないと述べている。

## 出版データ
原著
- Richard Feynman; Ralph Leighton (contributor) (1985). Edward Hutchings. ed. Surely You're Joking, Mr. Feynman!: Adventures of a Curious Character. W W Norton. ISBN 0-393-01921-7 2011年4月11日閲覧。
- 1997 paperback: ISBN 0-393-31604-1, 2002 Blackstone Audiobooks unabridged audio cassette: ISBN 0-7861-2218-8

邦訳
- リチャード・P・ファインマン 著、大貫昌子 訳『ご冗談でしょう、ファインマンさん―ノーベル賞物理学者の自伝』 I、岩波書店、東京、1986年6月23日。
- リチャード・P・ファインマン 著、大貫昌子 訳『ご冗談でしょう、ファインマンさん―ノーベル賞物理学者の自伝』 II、岩波書店、東京、1986年7月4日。
- 2001年、岩波現代文庫版（上・下）